# Fetitxisme del làtex

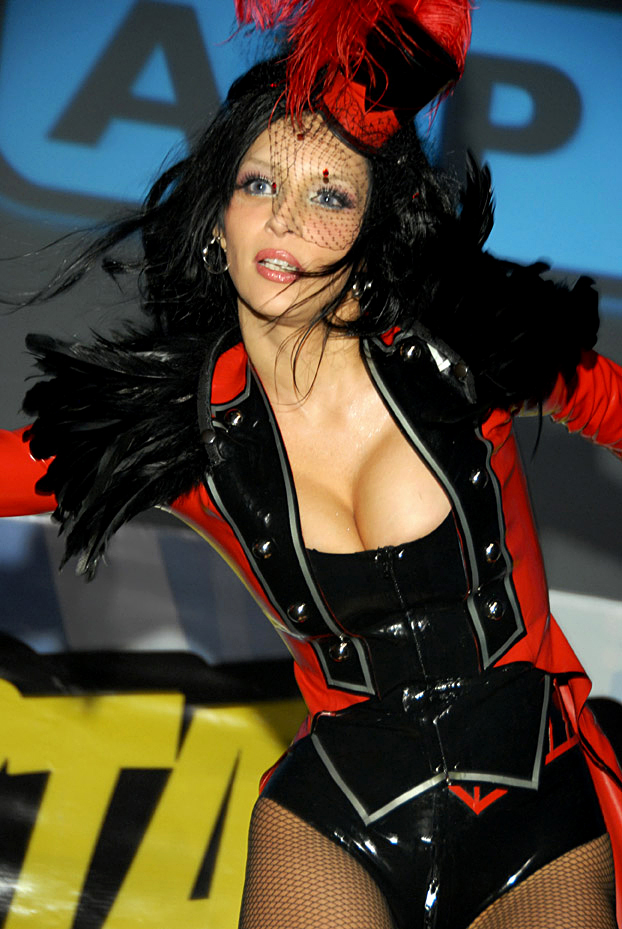
Noia vestida de làtex en una actuació a l'EXXXOTICA de Los Angeles (Califòrnia), el 7 de juliol de 2010

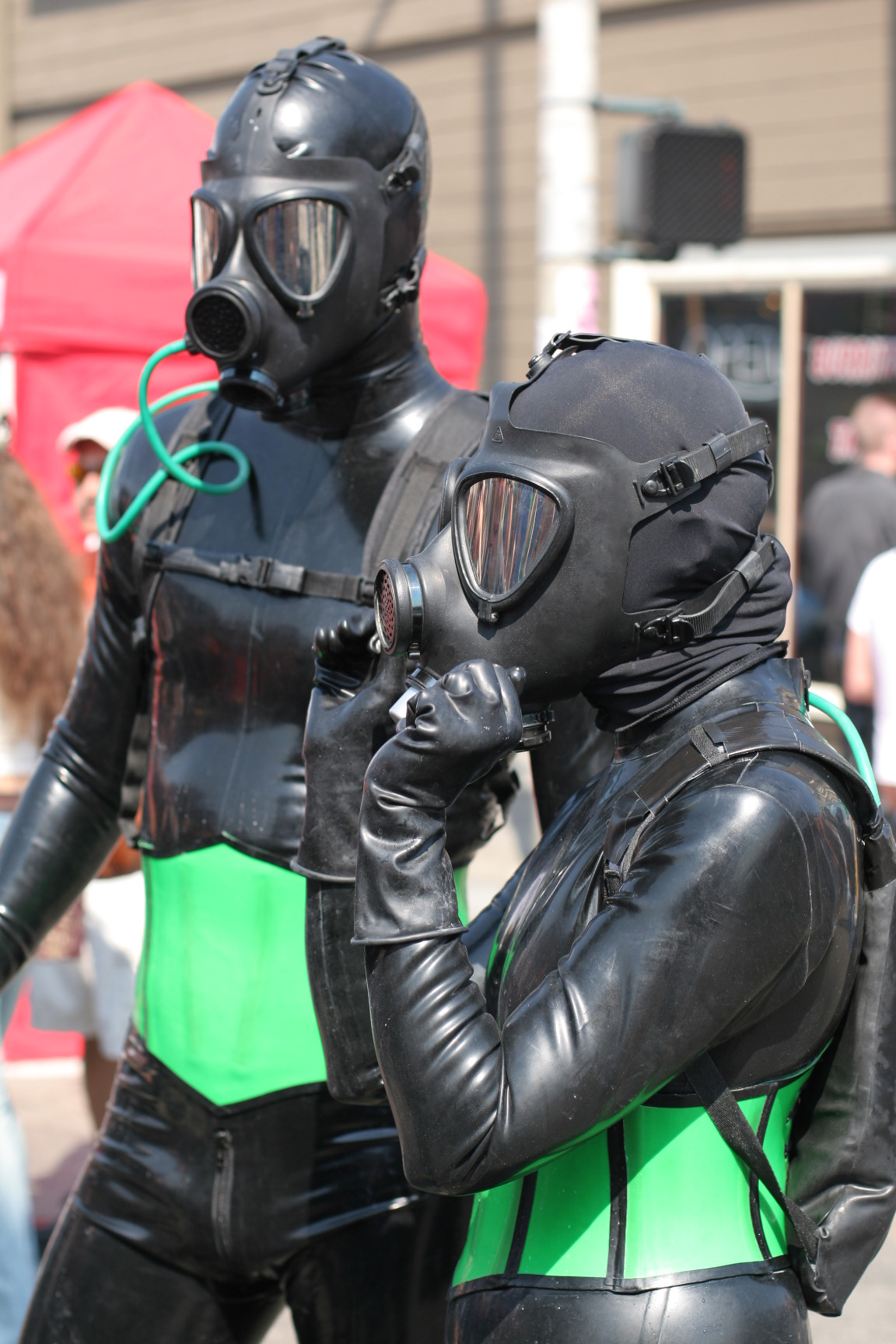
Catsuit i careta antigàs

El fetitxisme del làtex és un tipus de fetitxisme sexual en el qual l'objecte de desig gira al voltant de la roba de làtex, ja sigui per vestir-la, veure o interaccionar amb persones que la vesteixen, o per les peces de roba en si mateixes. El fetitxisme del làtex està estretament relacionat amb els fetitxismes del PVC i del cuir, tot i que els practicants d'un d'aquests fetitxismes pot no sentir-se per res atret pels altres dos. Els practicants del fetitxisme del làtex s'autoanomenen ruberistes (anglicisme provinent del mot rubber, goma en anglès).

## Etiologia psicològica
Malgrat no hi ha unanimitat entre les diferents escoles psicològiques sobre el motiu de base que origina aquest fetitxisme, i que cada cas particular té una etiologia idiosincràtica, sí que semblen existir unes motivacions predominants que són compartides per gran part dels practicants.
Una d'aquestes motivacions ve creada pel fet que la roba de làtex, un cop es vesteix, constitueix una segona pell que actua com a substitutiu de la pròpia pell de qui el vesteix. La pell té una forta càrrega simbòlica com a aïllant vers un exterior agressiu; però la pròpia experiència de les persones fa ser conscients de les limitacions d'aquesta capa protectora (imperfecte, amb berrugues, taques, i que es nafra amb facilitat). En compensació, la segona pell que suposa la roba de làtex transmet una sensació de confort i seguretat en saber-se completament protegits, aïllats per un material molt més resistent, i que al mateix temps continua sent elàstic i ajustat a la forma del cos. Les persones que cerquen en la roba de làtex satisfer aquesta sensació de protecció, acostumen a triar peces de roba que els cobreixin tot el cos. Generalment catsuits que complementen amb guants, mitjons i màscares. El desig d'aquestes persones és aconseguir un aïllament total vers l'exterior, el que en el seu argot es coneix com a total enclosure (aïllament total, en anglès). Aquestes persones és freqüent que també sentin una afició fetitxista per les caretes antigàs, així com per tot altre artefacte que permeti establir una barrera entre els orificis corporals (ulls, nas, boca, vagina, anus, uretra, etc.) i el mencionat exterior agressiu.
La pressió que la roba de làtex exerceix sobre el cos és també viscut com un element de bondage. Degut a l'elasticitat del material, i al caràcter ajustat de les prendes de vestir que se'n creen, en el seu intent de retornar a la seva posició de repòs, el làtex crea una pressió constant sobre la pell de qui el vesteix, pressió que és interpretada com a erotitzant (una estimulació continuada dels receptors de pressió de la pell) per a alguns fetitxistes del làtex. Així com el tacte continuat de la roba corrent sobre la nostra pell acaba sent ignorat pel nostre sistema nerviós per a no saturar-se d'informació, el nivell de pressió de la roba de làtex fa que sigui més difícilment obviable pel sistema nerviós.

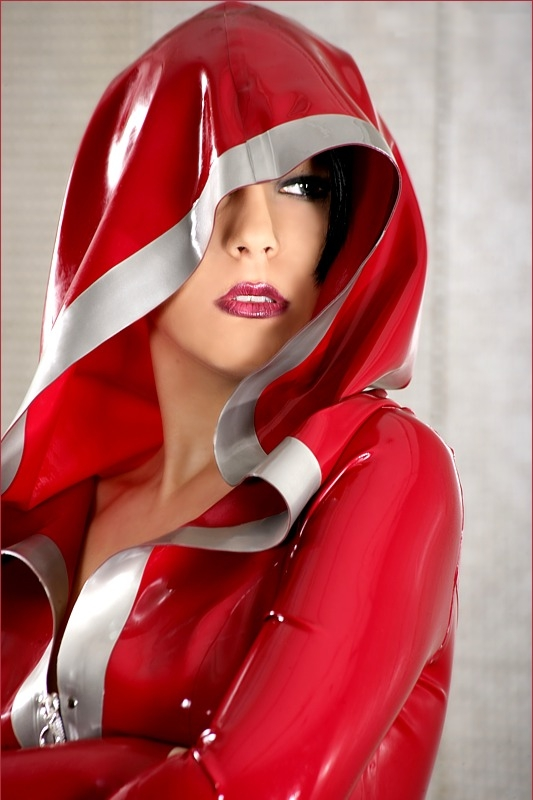
Noia vestint una caputxa de làtex.

Un darrer mecanisme que pot generar una relació de fetitxisme amb el làtex, és deguda de l'estilització corporal que la roba de làtex ajuda a fer. Per les seves característiques com a material, i la tipologia dels models que amb ell es fabriquen, les peces de roba fetes de làtex acostumen a accentuar els trets corporals que els cànons occidentals de bellesa consideren com a desitjables. Una important part de les peces de roba fetes en làtex, cerquen remarcar l'anomenada figura de rellotge de sorra, així com els trets sexuals. Aquesta característica és més comunament aplicable a les prendes destinades a ser vestides un públic femení o que cerqui reproduir una imatge de gènere femení.

## Pràctiques
Si bé el plaer dins del fetitxisme del làtex s'obté en vestir roba d'aquest material, veure i/o interactuar amb persones que la vesteixen, aquesta pràctica acostuma a incloure's en un conjunt de pràctiques més àmplies, moltes d'elles relacionades amb el BDSM.

## Materials similars
Existint diversos materials que comparteixen característiques amb el làtex, el fetitxisme d'aquest darrer, es veu relacionat amb el fetitxisme d'altres materials. El PVC i el vinil en són dos exemples, així com el cuir.
Tot i ser materials similars, divergeixen vers el làtex en algunes propietats (duresa, flexibilitat, lluentor); degut a aquest fet, encara que una persona pugui mostrar afinitat vers diversos materials, pot mostrar-se diametralment oposada a d'altres. Sempre que un material no reuneixi les característiques que el fan sexualment excitant per a aquella persona, aquest serà tractat amb indiferència i, fins i tot, amb repulsió.

## Cultura popular
Dins de la cultura popular, podem diferenciar la presència del làtex segons si està lligada directament a la pràctica fetitxista que s'hi associa, o bé si només està present com a material, i que degut a aquest fet, l'obra on apareix hagi esdevingut icònica per als fetitxistes del làtex.
Alguns exemples de les obres on apareix representat el fetitxisme del làtex són:
- Personal Services (1987) - pel·lícula anglesa dirigida per Terry Jones, inspirada en l'Operació Spanner, duta a terme el mateix any. Un dels personatges mostra en una escena el seu fetitxisme del làtex i el bondage extrem.[1]
- Preaching to the perverted (1997) - pel·lícula anglesa dirigida per Stuart Urban, vetada per la censura a Irlanda.
- Obra de Simon Benson - dibuixant de còmics nord-americà, un dels màxims exponents del còmic heavy rubber.
- Obra de Michael Manning - dibuixant de còmics nord-americà, amb llibres com ara Hidrophylia, Transceptor o Amerotica; l'ús de la tinta xinesa i el negatiu en les seves creacions
- Obra de Gernot - dibuixant de còmics alemany i escultor. Els seus treballs exageren fins a l'absurd tant el fetitxisme del làtex com els elements fetitxistes annexos a aquesta pràctica (tacons d'agulla, caretes antigàs).

Alguns exemples de les obres que han resultat icòniques per als fetitxistes del làtex són:
- Four Rooms (1995) - pel·lícula nord-americana compendi de diversos curts; en el curt dirigit per Allison Anders, Madonna apareix amb un vestit de làtex negre.
- Irma Vep (1996) - pel·lícula francesa dirigida per Olivier Assayas. En el film, la protagonista se suposa abduida per la prenda que ha de vestir per a un film (un catsuit de làtex negre).
- Matrix (1999-2003) - trilogia de pel·lícules nord-americanes, dirigida pels germans Wachowski. En destaca el vestit en làtex transparent de Monica Bellucci.
- Watchmen (pel·lícula) (2009) - pel·lícula nord-americana, dirigida per Zack Snyder, versió cinematogràfica del còmic homònim; el personatge Espectre de seda (Silk Specter en anglès) interpretat per Malin Åkerman és caracteritzada per un catsuit de làtex negre, groc i transparent.